# MechWarrior 3: Pirate's Moon
MechWarrior 3: Pirate's Moon è l'unica espansione del videogioco MechWarrior 3. Pubblicata da MicroProse il 3 dicembre del 1999, è una simulazione di pilotaggio di mech (con visuale in prima o in terza persona) ricavata dal gioco da tavolo BattleTech, originariamente diffuso dall'editore FASA.

## Trama
L'ambientazione generale è quella di BattleTech, dove l'umanità ha colonizzato una larga porzione di Via Lattea, poi suddivisa in Stati interstellari controllati da dinastie nobiliari guerrafondaie. In conseguenza di ciò, la galassia è divenuta teatro di ostilità interminabili. I mech detti BattleMech, macchine imponenti e avanzate, in genere antropomorfe, condotte da un'élite di piloti chiamati MechWarrior, sono determinanti sui campi di battaglia.  
In seguito al successo riportato in MechWarrior 3 con l'Operazione Damocles, avente per obiettivo l'annichilazione delle ultime forze del Clan degli Smoke Jaguar, il tenente Connor Sinclair è stato promosso a colonnello e riassegnato, con la sua unità mercenaria di BattleMech (mech da guerra bipedi, dalle 20 alle 100 tonnellate di peso, alimentati da motori a fusione) del Cavalleggeri Eridani, su commissione della Casata dei Soli Confederati, ad una remota colonia mineraria della Periphery: Veil. Uno sciame di meteore (denominato "Sciame d'argento") ha negli ultimi decenni "disseminato" il pianeta di germanio, raro e costoso metalloide, fondamentale per la costruzione di motori in grado di far viaggiare l'uomo nel cosmo a velocità superluminale. Numerosi sono gli impianti minerari sparsi su tutto Veil, alcuni dei quali gestiti dai Soli Confederati, altri dalla neonata nazione dell'Alleanza Lirica, altri ancora dalla Coalizione del Bordo.
Negli ultimi tempi, gli impianti di estrazione hanno iniziato a subire attacchi per mano dell'organizzazione di pirati chiamata "New Belt", capeggiati da Susie Morgraine-Ryan (soprannominata "Occhio solo"), la loro crudele regina (figlia del brutale Redjack Ryan, sedicente re pirata del mondo periferico Butte Hold, presumibilmente deceduto nel corso dell'invasione dei Clan). Al colonnello Sinclair, il compito di fermare tutte le attività piratesche su Veil.

## Modalità di gioco

### Singleplayer
MechWarrior 3: Pirate's Moon consta di due campagne di tipo singleplayer: quella principale (denominata Campaign), che segue le vicende del colonnello Sinclair e dell'unità del Cavalleggeri Eridani sotto il proprio comando, mentre l'altra (Pirate Missions), è legata al punto di vista dei pirati della New Belt. Complessivamente, il gioco contiene 20 missioni (dieci per ciascun contendente).
Le missioni della Campaign variano dall'attaccare e distruggere, al difendere, scortare o eseguire ricognizioni.
Nelle Pirate Missions, il giocatore controlla il tenente "Scourge", ufficiale della regina Susie Morgraine-Ryan e gli obiettivi da conseguire, rispetto alla Campaign, sono, ovviamente, invertiti.
Al completamento di entrambe le campagne, viene resa disponibile una missione bonus, dove è possibile scontrarsi direttamente contro Morgraine-Ryan (su di una mappa insulare dalla superficie assai contenuta), dopo aver abbattuto altri sei BattleMech avversari (alcuni dei quali pilotati dagli stessi gregari del colonnello Sinclair presenti nella Campaign ed uno governato dal tenente Scourge).
In questa espansione, sono state aggiunte alcune tipologie di terreno, come le profondità delle dorsali oceaniche ed i crateri meteoritici della tormentata superficie del pianeta Veil. Tali mappe sono disponibili anche per la fruizione nella modalità "Instant Action" (tipologia di gioco dove è possibile accedere nuovamente alle singole missioni della duplice campagna) e per il multiplayer.

### Multiplayer
MechWarrior 3: Pirate's Moon è dotato di due varianti di modalità multiplayer non presenti in MechWarrior 3 (e quattro mappe inedite), in cui si deve cercare di difendere la propria base e spianare quella avversaria.